# Regis Cavalcante
José Régis Barros Cavalcante (Maceió, 3 de setembro de 1954) é um advogado, jornalista, radialista e político brasileiro filiado ao Cidadania. Foi vereador de Maceió e deputado federal por Alagoas.
Em 1990 e 1994 foi candidato a senador de Alagoas, mas não foi eleito.
Em 1998 foi eleito deputado federal.
Em 2000 foi candidato a prefeito de Maceió pelo PPS e disputou o segundo turno com Kátia Born do PSB, mas não foi eleito.
Em 2004 foi candidato novamente a prefeitura, ficando em 4º lugar, não sendo eleito.